# Rattikan Gulnoi
Rattikan Gulnoi (taj. รัตติกาล กุลน้อย) lub Siripuch Gulnoi (taj. ศิริภุช กุลน้อย; ur. 17 lipca 1993 w Bangkoku) – tajska sztangistka, brązowa medalistka olimpijska.
W 2010 zajęła 2. miejsce w wadze do 58 kg na młodzieżowych mistrzostwach Azji z wynikiem 173 kg (73 w rwaniu + 100 w podrzucie).
W 2011 zdobyła brązowy medal juniorskich mistrzostw świata w wadze do 58 kg z wynikiem 214 kg (93 w rwaniu + 121 w podrzucie). Została także złotą medalistką Igrzysk Azji Południowo-Wschodniej, na których uzyskała wynik 223 kg (98 w rwaniu + 125 w podrzucie). W marcu 2012 została debiutantem roku 2011 w Tajlandii.
W 2012 była trzecia w wadze do 63 kg na mistrzostwach Azji z wynikiem 226 kg (96 w rwaniu + 130 w podrzucie). W tym samym roku wystartowała również na igrzyskach olimpijskich w Londynie w wadze do 58 kg, na których zajęła 4. miejsce z wynikiem 234 kg (100 w rwaniu + 134 w podrzucie), jednak w lipcu 2016 po dyskwalifikacji brązowej medalistki Julii Kaliny przyznano tajskiej zawodniczce brąz. W 2012 wywalczyła także srebro w wadze do 63 kg na młodzieżowych mistrzostwach Azji z wynikiem 222 kg (95 w rwaniu + 127 w podrzucie).
W 2014 została brązową medalistką igrzysk azjatyckich w wadze do 58 kg. W 2016 została mistrzynią Azji w wadze do 63 kg. W tym samym roku wystartowała na igrzyskach olimpijskich w Rio de Janeiro w tej samej wadze, ale nie została sklasyfikowana (nie zaliczyła ani jednej próby w podrzucie).
Absolwentka Payap University.